# Canon antiaérien Type 3 12 cm
Le Canon antiaérien Type 3 12 cm (三式十二糎高射砲, San-shiki jyūni-senchi Kōshahō) est un canon antiaérien utilisé en quantité par l'armée impériale japonaise pendant la Seconde Guerre mondiale. Le numéro « 3 » dans « type 3 » correspond à l'année d'adoption du canon par l'armée impériale japonaise, l'année 2603 en années impériale japonaise, soit en 1943 dans le calendrier grégorien. Il remplaça l'ancien canon antiaérien Type 88 75 cm japonais.

## Histoire et développement
Afin de remédier aux lacunes du Type 88 de 75 mm, le Bureau technique de l'armée développa une version plus grande avec une portée supérieure, dénommée Type 3. Ce fut l'une des rares armes de l'inventaire japonais capable d'atteindre les bombardiers B-29 Superfortress de l'USAAF bombardant de nombreuses villes de l'archipel japonais. Cependant, malgré sa portée et sa puissance de feu supérieures, le canon Type 3 ne pût être produit en quantités suffisantes pour montrer son efficacité, en raison des coûts, du manque de matières premières et des dommages causés à l'infrastructure industrielle du Japon par les raids aériens alliés. Seulement 120 unités furent achevées avant l'arrêt de la production, bien que les unités produites continuèrent à être utilisées jusqu'à la cession du Japon.

## Conception

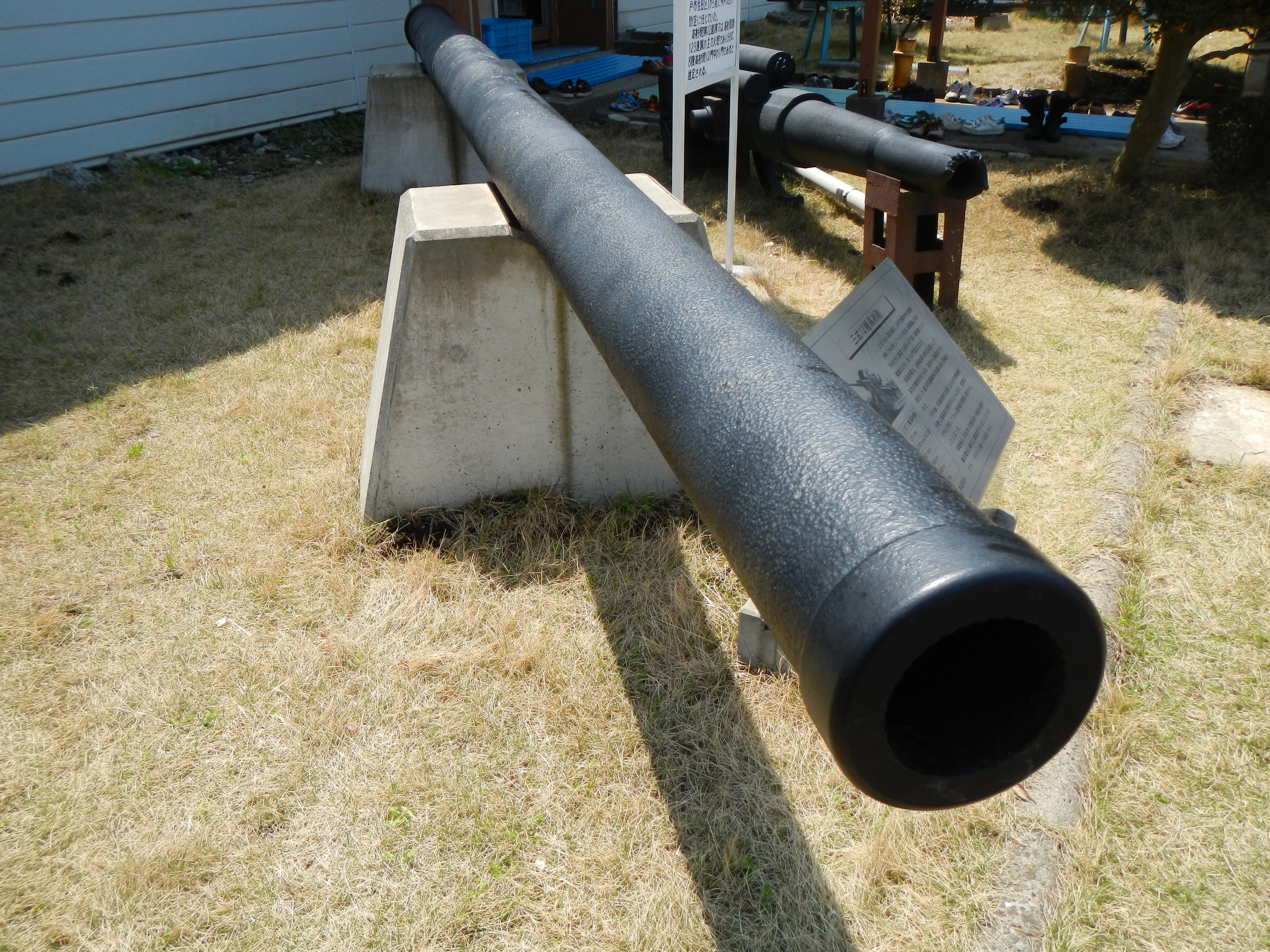
Canon conservé à l'école d'artillerie de défense aérienne de la Force terrestre d'autodéfense japonaise à Chiba.

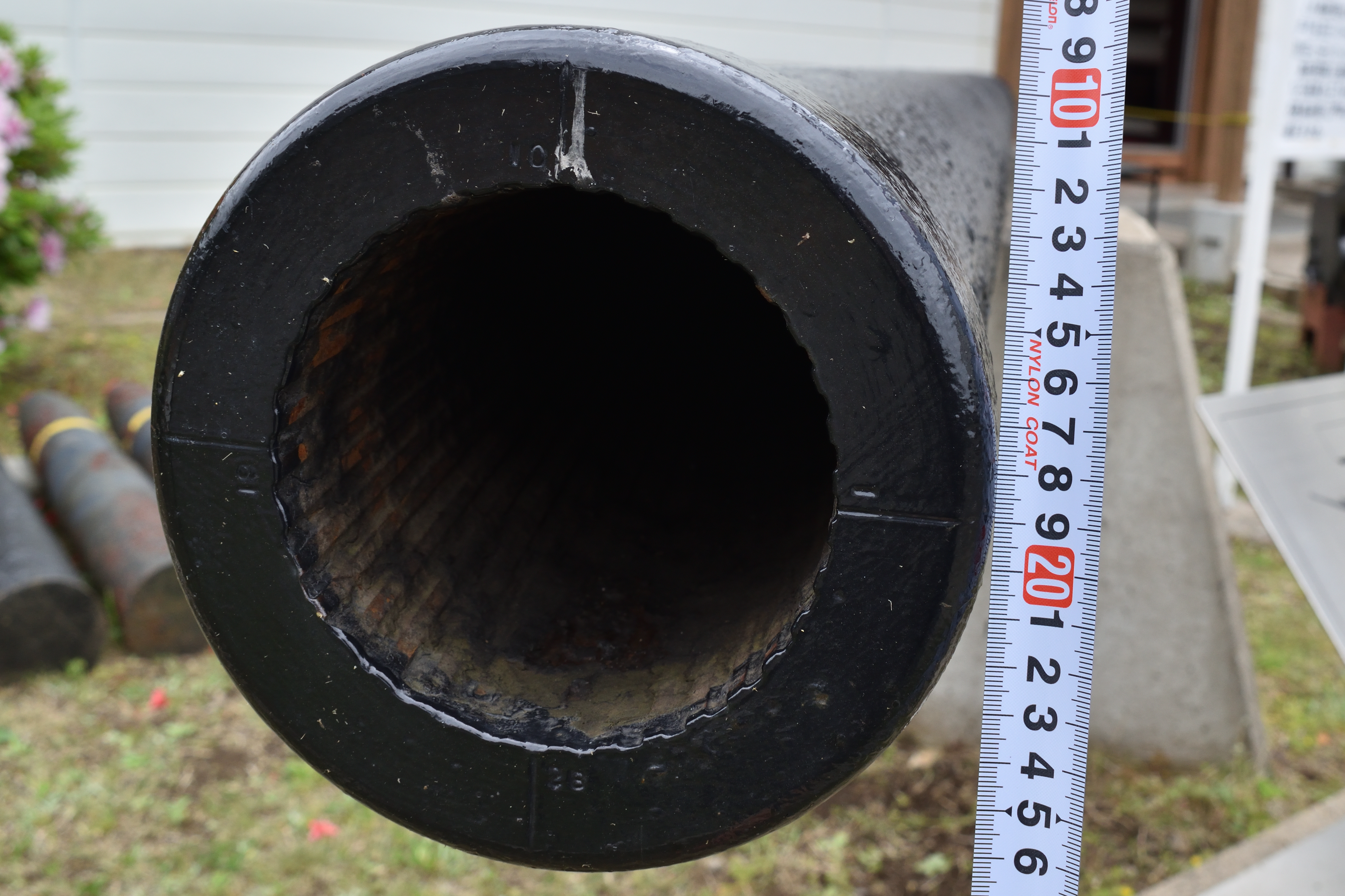
Museau du canon.

Le Type 3 disposait d'un canon monobloc avec culasse coulissante, monté sur un piédestal central. La plate-forme de tir était soutenue par cinq pieds, dont chacun (avec le piédestal central) avait un pied vissé réglable pour le nivellement.

## Service
Entrés en service vers la fin de la guerre, la plupart des Type 3 furent conservés sur l'archipel dans le cadre du renforcement des défenses du Japon contre les raids aériens alliés et contre la menace perçue d'une invasion alliée. Ces armes furent déployées pour couvrir des cibles militaires autour de Tokyo, Osaka, Kobe et Yawata Steel Works à Kitakyūshū. À l'étranger, ils furent déployés pour garder les champs de pétrole à Palembang dans les Indes orientales néerlandaises.
Les unités installées à Tokyo furent créditées d'au moins dix bombardiers B-29 abattus.